# Центральний Моінкум
Центральний Моінкум – гірничодобувне підприємство на півдні Казахстану, яке здійснює видобуток урану. 
Родовище Моінкум простягнулось у меридіональному напрямку на сім десятків кілометрів та ділиться на кілька ділянок. Відкрита в 1974-му ділянка №3 (Центральна) у підсумку дісталась казахському державному концерну «Казатомпром», при цьому первісно вона відносилась до Таукентського гірничо-хімічного підприємства, а наразі є активом створеної в 2015-му дочірньої компанії цього ж концерну «Казатомпром-SaUran». 
Розробка Центральної ділянки почалась в 2014 році із використанням методу підземного вилуговування. Проектна потужність рудника 500 тон на рік.
Станом на кінець 2021 року ресурси Центрального Моінкуму оцінювались у 10,5 тисяч тон урану, а розробку планувалось вести до 2040 року.